# مارک کینگزلند
مارک کینگزلند (انگلیسی: Mark Kingsland؛ زادهٔ ۱۴ ژوئیهٔ ۱۹۷۰) دوچرخه‌سوار اهل استرالیا است.  وی در بازی‌های المپیک تابستانی ۱۹۹۲ شرکت کرده است.